# Ivan Ergić
Ivan Ergić (Šibenik, 21. siječnja 1981.) je bivši srbijanski nogometaš. Državljanin je Srbije i Australije.
Ivan Ergić je igrao za švicarski klub Basel, gdje je igrao od 2001. godine. Široj javnosti najpoznatiji je kao dio Baselove momčadi koja je protiv Crvene zvezde igrala u Kupu UEFA 2005. godine. U Basel je prešao iz talijanskog Juventusa za 1,6 milijuna franaka. Prije toga je svoju karijeru započeo u Australiji, u Perth Gloryu.
Izabran je u reprezentaciju Srbije i Crne Gore na svjetskom prvenstvu u Njemačkoj 2006. godine.